# Fouriertransformatie
In de wiskunde, meer bepaald binnen de fourieranalyse, is de (continue) fouriertransformatie een lineaire integraaltransformatie die een functie ontbindt in een continu spectrum van frequenties. In de wiskundige natuurkunde kan de fouriergetransformeerde {\displaystyle {\mathcal {F}}(\omega )} van een signaal {\displaystyle f(t)} worden gezien als dat signaal in het "frequentiedomein". De fouriertransformatie generaliseert voor niet-periodieke functies de fourierreeks van een periodieke functie. Een generalisatie van de fouriertransformatie is de laplacetransformatie.

## Definitie
Laat {\displaystyle f} een complexe lebesgue-integreerbare functie zijn. De fouriergetransformeerde van {\displaystyle f} is de complexe functie {\displaystyle {\mathcal {F}}} die voor ieder reëel getal {\displaystyle \omega } gedefinieerd is door:
{\displaystyle {\mathcal {F}}(\omega )={\frac {1}{\sqrt {2\pi }}}\int _{-\infty }^{\infty }f(t)e^{-i\omega t}\,{\rm {d}}t}
(Hierin is {\displaystyle i} de imaginaire eenheid).
In veel toepassingen wordt {\displaystyle \omega } opgevat als een hoekfrequentie en {\displaystyle {\mathcal {F}}(\omega )} als het complexe getal dat de amplitude en fase aangeeft van de signaalcomponent van {\displaystyle f(t)} bij die frequentie.
De fouriertransformatie is - op een minteken in de e-macht achter de integraal na - haar eigen omgekeerde transformatie: als {\displaystyle {\mathcal {F}}(\omega )} gedefinieerd is als boven, en {\displaystyle f(t)} voldoende 'glad' is, dan geldt
{\displaystyle f(t)={\frac {1}{\sqrt {2\pi }}}\int _{-\infty }^{\infty }{\mathcal {F}}(\omega )e^{i\omega t}\,{\rm {d}}\omega }
voor ieder reëel getal {\displaystyle t}.
De factoren {\displaystyle 1/{\sqrt {2\pi }}} voor de integralen zijn normalisatie-factoren.
Deze zijn vrij te kiezen zolang hun product maar gelijk is aan {\displaystyle 1/2\pi }.
De hierboven gekozen waardes worden unitaire normalisatieconstanten genoemd; een andere gebruikelijke keuze is {\displaystyle 1} en {\displaystyle 1/2\pi } voor resp. de voorwaartse en inverse transformatie. Een vuistregel is dat wiskundigen de voorkeur geven aan de eerste variant (uit symmetrie-overwegingen), terwijl natuurkundigen en technici de tweede variant gebruiken.
Ook zij hier opgemerkt dat de fouriervariabele {\displaystyle \omega } soms wordt vervangen door 2{\displaystyle \pi \nu }, waarbij de integratie plaatsvindt over de frequentie {\displaystyle \nu } (in plaats van de hoek); in dat geval zijn de unitaire normalisatieconstanten beide gelijk aan 1. Een andere arbitraire keuze is of de exponent {\displaystyle +i\omega t} dan wel {\displaystyle -i\omega t} is in de voorwaartse transformatie; de enige echte eis is dat in de voorwaartse en inverse transformatie de exponenten een tegengesteld teken hebben.

## Overzicht standaard-fouriertransformaties
Hieronder volgt een overzicht van de belangrijkste eigenschappen van de fouriertransformatie plus een overzicht van enkele veelvoorkomende fouriertransformatieparen.

### Standaard-fouriergetransformeerde eigenschappen
| functie                                                           | fouriergetransformeerde                                                                               |
| {\displaystyle f(t)}                                              | {\displaystyle {\mathcal {F}}(\omega )}                                                               |
| {\displaystyle {\mathcal {F}}(-t)}                                | {\displaystyle f(\omega )}                                                                            |
| {\displaystyle f(t-c)}                                            | {\displaystyle e^{-ic\omega }{\mathcal {F}}(\omega )}                                                 |
| {\displaystyle e^{ict}f(t)}                                       | {\displaystyle {\mathcal {F}}(\omega -c)}                                                             |
| {\displaystyle \cos(\omega _{0}t)f(t)}                            | {\displaystyle {\frac {{\mathcal {F}}(\omega -\omega _{0})+{\mathcal {F}}(\omega +\omega _{0})}{2}}}  |
| {\displaystyle \sin(\omega _{0}t)f(t)}                            | {\displaystyle {\frac {{\mathcal {F}}(\omega -\omega _{0})-{\mathcal {F}}(\omega +\omega _{0})}{2i}}} |
| {\displaystyle f(at)}                                             | {\displaystyle \|a\|^{-1}{\mathcal {F}}(a^{-1}\omega )}                                               |
| {\displaystyle {\frac {\mathrm {d} }{\mathrm {d} t}}f(t)}         | {\displaystyle i\omega {\mathcal {F}}(\omega )}                                                       |
| {\displaystyle {\frac {\mathrm {d} ^{2}}{\mathrm {d} t^{2}}}f(t)} | {\displaystyle -\omega ^{2}{\mathcal {F}}(\omega )}                                                   |

### Standaard-fouriergetransformeerde paren
De functies in de linker kolom zijn genormeerd: {\displaystyle \int f(t)\operatorname {d} t=1} en de fouriergetransformeerden {\displaystyle {\mathcal {F}}(\omega )} in de rechter kolom zijn vermenigvuldigd met {\displaystyle {\sqrt {2\pi }}}.
| functie                                                | fouriergetransformeerde |
| {\displaystyle f(t)}                                   | {\displaystyle {\sqrt {2\pi }}{\mathcal {F}}(\omega )}                                                                            |
| {\displaystyle {\frac {1}{2}}e^{-\|t\|}}               | {\displaystyle {\frac {1}{1+\omega ^{2}}}}                                                                                        |
| {\displaystyle {\frac {1}{\sqrt {2\pi }}}e^{-t^{2}/2}} | {\displaystyle e^{-\omega ^{2}/2}}                                                                                                |
| {\displaystyle \operatorname {rect} (t)}               | {\displaystyle \operatorname {sinc} \left({\frac {\omega }{2}}\right)={\frac {2}{\omega }}\sin \left({\frac {\omega }{2}}\right)} |
| {\displaystyle \operatorname {trian} (t)}              | {\displaystyle \operatorname {sinc} ^{2}\left({\frac {\omega }{2}}\right)}                                                        |
Voor {\displaystyle \operatorname {rect} (t)} en {\displaystyle \operatorname {trian} (t)} zie rechthoekfunctie.

## Gegeneraliseerde functies
Omdat veel gewone functies, zoals {\displaystyle 1} of {\displaystyle t}, geen fouriergetransformeerde hebben, worden in de fourieranalyse vaak gegeneraliseerde functies gebruikt, ook bekend als (getemperde) distributies. Een gegeneraliseerde functie kan volgens James Lighthill gedefinieerd worden als de limiet van een reeks functies die wel fouriergetransformeerden hebben. Bijvoorbeeld {\displaystyle \delta (t)} is de limiet
{\displaystyle \delta (t)=\lim _{n\to \infty }{{\sqrt {\frac {n}{\pi }}}e^{-nt^{2}}}}
De fouriergetransformeerden van deze reeks functies zijn
{\displaystyle {\frac {1}{\sqrt {2\pi }}}e^{-\omega ^{2}/4n}} die voor {\displaystyle n\to \infty } naderen tot de constante {\displaystyle {\frac {1}{\sqrt {2\pi }}}}
Elke distributie heeft een fouriergetransformeerde en die is ook een distributie. De eigenschappen van fouriergetransformeerden, zie de eerste tabel, gelden ook voor distributies.
Om veel worteltekens in de rechter kolom te vermijden is {\displaystyle {\mathcal {F}}(\omega )} vermenigvuldigd met {\displaystyle {\sqrt {2\pi }}}.
| distributie                            | Fouriergetransformeerde distributie                                 |
| {\displaystyle f(t)}                   | {\displaystyle {\sqrt {2\pi }}{\mathcal {F}}(\omega )}              |
| {\displaystyle \delta (t)}             | {\displaystyle 1}                                                   |
| {\displaystyle t}                      | {\displaystyle 2\pi i\delta '(\omega )}                             |
| {\displaystyle \|t\|}                  | {\displaystyle {\frac {-2}{\omega ^{2}}}}                           |
| {\displaystyle \ln \|t\|}              | {\displaystyle {\frac {-\pi }{\omega }}\operatorname {sgn} \omega } |
| {\displaystyle {\frac {1}{t}}}         | {\displaystyle -i\pi \operatorname {sgn} \omega }                   |
| {\displaystyle {\frac {1}{\sqrt {t}}}} | {\displaystyle {\sqrt {\frac {2\pi }{\omega }}}}                    |

## Toepassingen
De fouriertransformatie wordt onder andere toegepast om lineaire differentiaalvergelijkingen te vereenvoudigen tot algebraïsche vergelijkingen. Voorbeelden zijn de golfvergelijking in lineaire voortplantingsmedia en het stationaire gedrag van lineaire elektrische netwerken als daar spoelen en/of condensatoren in zitten. Een van de bovenvermelde standaardeigenschappen van de fouriergetransformeerde is, dat een differentiatie in het tijdsdomein overeenkomt met een vermenigvuldiging met {\displaystyle i\omega } in het frequentiedomein, zodat de differentiaalvergelijking herleid wordt tot een algebraïsche uitdrukking in {\displaystyle i\omega }.
Een heel praktische toepassing is het transformeren van meetreeksen op equidistante tijdstippen tot een discreet spectrum, die dankzij de ontwikkeling van de Fast Fourier transform in de jaren zestig en de gelijktijdige opkomst van de digitale computer heeft geleid tot praktisch toepasbare algoritmen, al moet aan de te transformeren meetreeks wel de eis worden gesteld dat het aantal metingen geen priemgetal is en liefst een macht van 2. Voorbeelden van toepassingsgebieden zijn:
- Proton-NMR en meer algemeen kernspinresonantie
- Seismiek: het met een stamper kunstmatig opwekken van trillingen in de bodem. De weerkaatsingen van die trillingen tegen diepe aardlagen worden met een geofoon geregistreerd.

In de informatica wordt fouriertransformatie ook gebruikt bij procedurele generatie van texturen.

## Abstracte fouriertransformatie
De continue fouriertransformatie, maar ook fourierreeksen en de discrete fouriertransformatie kunnen worden opgevat als verschillende manifestaties van een abstracte transformatie in de context van complexwaardige functies op lie-groepen.
Zij {\displaystyle G} een lokaal compacte abelse lie-groep. Dan beschikt {\displaystyle G} over een linksinvariante borelmaat {\displaystyle \mu }, haar-maat genaamd. Noteer {\displaystyle {\hat {G}}} voor de (Pontryagin-)duale groep, dat is de groep der karakters van {\displaystyle G} (continue homomorfismen naar de eenheidscirkel in het complexe vlak) met de puntsgewijze vermenigvuldiging.
Zij {\displaystyle f} een element van {\displaystyle L^{1}(G,\mathrm {d} \mu )}, dat wil zeggen een haarintegreerbare complexwaardige functie op {\displaystyle G}. De fouriergetransformeerde {\displaystyle {\hat {f}}} van {\displaystyle f} is een complexwaardige functie op {\displaystyle {\hat {G}}}, gegeven door het voorschrift
{\displaystyle {\hat {f}}(\chi )=\int _{G}f(g){\overline {\chi (g)}}\mathrm {d} \mu (g),\ \chi \in {\hat {G}}}
De fouriergetransformeerde wordt begrensd door de haarintegraal van {\displaystyle f}. Omgekeerd, zij {\displaystyle F} een complexe functie op {\displaystyle {\hat {G}}} die integreerbaar is ten opzichte van de haar-maat {\displaystyle \nu } van {\displaystyle {\hat {G}}}, dan is de inverse fouriergetransformeerde
{\displaystyle {\mathcal {\check {F}}}(g)=\int _{\hat {\mathcal {G}}}{\mathcal {F}}(\chi )\chi (g)\mathrm {d} \nu (\chi ),\quad g\in {\mathcal {G}}}
Hierbij wordt gebruikgemaakt van het feit dat de duale groep van {\displaystyle {\hat {G}}} op canonische wijze isomorf is met {\displaystyle G}.

### Voorbeelden
- De gewone continue fouriertransformatie is de abstracte fouriertransformatie, toegepast op de lie-groep {\displaystyle (\mathbb {R} ,+)}. Deze groep is canonisch isomorf met zijn eigen duale. Continue groepshomomorfismen van de reële getallen naar de complexe eenheidscirkel zijn van de vorm

{\displaystyle \chi _{t}:x\mapsto \exp(itx)}
voor een vast reëel getal {\displaystyle t}. De vermenigvuldiging van twee dergelijke karakters komt overeen met de optelling van reële getallen:
{\displaystyle \chi _{t}(x)\chi _{s}(x)=\chi _{t+s}(x)}
- Periodieke complexwaardige functies van de reële getallen zijn eigenlijk complexe functies op de eenheidscirkel. De duale groep van de eenheidscirkel is de optelling van gehele getallen. De fourierreeks van een periodieke functie kan dus worden opgevat als haar abstracte fouriertransformatie in bovenstaande zin. De fouriergetransformeerde is een functie van de gehele getallen naar de complexe getallen, gevormd door de rij der coëfficiënten van de fourierreeks.
- Periodieke complexwaardige functies met een of meer discrete parameters zijn eigenlijk complexe functies op een eindige abelse groep. De duale van een dergelijke groep is eveneens eindig (en isomorf met de oorspronkelijke groep, maar niet op canonische wijze). De discrete fouriertransformatie is de abstracte fouriertransformatie, toegepast op een dergelijke groep.

## Referentie
1. ↑  M.J. Lighthill, Introduction to Fourier Analysis and Generalised Functions, Cambridge University Press, vele edities sinds 1958